# Iglesia de Nuestra Señora de la Asunción (Lora del Río)
La iglesia de Nuestra Señora de la Asunción de Lora del Río, es un templo católico bajo la advocación de Asunción de la Virgen María, situado en la plaza de Setefilla de la citada localidad.

## Historia
Fue la sede del Priorato de Lora. Su construcción se inició, sobre una antigua mezquita, en la segunda parte del siglo XV, continuándose en el XVI. Durante la última mitad el siglo XIX se efectuaron importantes reformas, momento en el que se ultima la torre.

## Descripción

### Exterior
Las portadas están realizadas en ladrillo limpio y se decoran con baquetones, labores de lazo ménsulas, escudos y almenas. También cuenta con una torre de varios cuerpos con chapitel que se terminó de construir a finales del siglo XIX.

### Interior
Su interior aparece dividido en tres naves separadas por pilares con pilastras adosadas y capilla mayor de forma cuadrangular. La cubierta de la cabecera son de bóvedas de nervaduras, mientras que en las naves se cubren con ricos artesonado de madera. 
La estructura del altar mayor es con banco , dos cuerpos de tres calles y ático, está fechado en el siglo XVIII y procede del convento de la Merced. Destacan las pinturas de la Asunción que se encuentran en el ático del retablo colateral izquierdo, el tríptico ubicado en la capilla sacramental que representa a la Virgen de la Antigua, el Abrazo místico de San Joaquín y Santa Ana y un cuadro que representa el éxtasis de San Teresa, también destaca la escultura del Cristo yacente, perteneciente a la Hermandad del Santo Entierro.